# Przemysław Frankowski
Przemysław Frankowski (Gdańsk, 1995. április 12. –) lengyel válogatott labdarúgó, a török Galatasaray középpályása.

## Pályafutása

### Klubcsapatokban
Frankowski a lengyelországi Gdańsk városában született. Az ifjúsági pályafutását a helyi Lechia Gdańsk akadémiájánál kezdte.
2012-ben mutatkozott be a Lechia Gdańsk első osztályban szereplő felnőtt keretében. 2014-ben a Jagiellonia Białystok, majd 2019-ben az amerikai Chicago Fire csapatához igazolt. 2021. augusztus 5-én ötéves szerződést kötött a francia első osztályban érdekelt Lens együttesével. Először a 2021. augusztus 8-ai, Rennes ellen 1–1-es döntetlennel zárult mérkőzés 66. percében, Deiver Machado cseréjeként lépett pályára. Első gólját 2021. szeptember 18-án, a Lille ellen hazai pályán 1–0-ra megnyert találkozón szerezte meg. 2023. december 16-án 100. alkalommal lépett pályára tétmérkőzésen a klub színeiben a Stade de Reims elleni bajnoki találkozón.
2025. február 10-én kölcsönbe került vételi opcióval a török Galatasaray csapatához. Május 1-jén jelentették be, hogy a kölcsönszerződésének feltételei teljesültek, és aktiválódott a vételi opció, így 7 millió euróért került a klubhoz 3 évre szóló szerződés keretében.

### A válogatottban
Frankowski az U16-ostól az U21-esig szinte minden korosztályos válogatottban képviselte Lengyelországot.
2018-ban debütált a felnőtt válogatottban. Először a 2018. március 23-ai, Nigéria ellen 1–0-ra elvesztett mérkőzésen lépett pályára. Első válogatott gólját 2019. október 13-án, Észak-Macedónia ellen 2–0-ra megnyert EB-selejtezőn szerezte meg.

## Statisztikák
2023. június 3. szerint
| Klub                  | Szezon   | Osztály     | Bajnokság | Bajnokság | Kupa  | Kupa | Nemzetközi | Nemzetközi | Összesen | Összesen |
| Klub                  | Szezon   | Osztály     | Meccs     | Gól       | Meccs | Gól  | Meccs      | Gól        | Meccs    | Gól      |
| --------------------- | -------- | ----------- | --------- | --------- | ----- | ---- | ---------- | ---------- | -------- | -------- |
| Lechia Gdańsk         | 2012–13  | Ekstraklasa | 8         | 1         | 0     | 0    | —          | —          | 8        | 1        |
| Lechia Gdańsk         | 2013–14  | Ekstraklasa | 33        | 1         | 2     | 1    | —          | —          | 35       | 2        |
| Lechia Gdańsk         | Összesen | Összesen    | 41        | 2         | 2     | 1    | 0          | 0          | 43       | 3        |
| Jagiellonia Białystok | 2014–15  | Ekstraklasa | 28        | 3         | 0     | 0    | —          | —          | 28       | 3        |
| Jagiellonia Białystok | 2015–16  | Ekstraklasa | 31        | 6         | 1     | 1    | 3          | 3          | 35       | 10       |
| Jagiellonia Białystok | 2016–17  | Ekstraklasa | 35        | 8         | 0     | 0    | —          | —          | 35       | 8        |
| Jagiellonia Białystok | 2017–18  | Ekstraklasa | 31        | 4         | 0     | 0    | —          | —          | 31       | 4        |
| Jagiellonia Białystok | 2018–19  | Ekstraklasa | 15        | 3         | 2     | 0    | 4          | 0          | 21       | 3        |
| Jagiellonia Białystok | Összesen | Összesen    | 140       | 24        | 3     | 1    | 7          | 3          | 150      | 28       |
| Chicago Fire          | 2019     | MLS         | 31        | 5         | 0     | 0    | 1          | 0          | 32       | 5        |
| Chicago Fire          | 2020     | MLS         | 19        | 3         | 0     | 0    | —          | —          | 19       | 3        |
| Chicago Fire          | 2021     | MLS         | 13        | 2         | 0     | 0    | —          | —          | 13       | 2        |
| Chicago Fire          | Összesen | Összesen    | 63        | 10        | 0     | 0    | 1          | 0          | 64       | 10       |
| Lens                  | 2021–22  | Ligue 1     | 37        | 6         | 3     | 0    | —          | —          | 40       | 6        |
| Lens                  | 2022–23  | Ligue 1     | 37        | 5         | 4     | 0    | —          | —          | 41       | 5        |
| Lens                  | Összesen | Összesen    | 74        | 11        | 7     | 0    | 0          | 0          | 81       | 11       |
| Összesen              | Összesen | Összesen    | 318       | 47        | 12    | 2    | 8          | 3          | 338      | 52       |

### A válogatottban
| Válogatott    | Év       | Pályára lépés | Gól |
| ------------- | -------- | ------------- | --- |
| Lengyelország | 2018     | 4             | 0   |
| Lengyelország | 2019     | 6             | 1   |
| Lengyelország | 2021     | 12            | 0   |
| Lengyelország | 2022     | 8             | 0   |
| Lengyelország | 2023     | 8             | 1   |
| Lengyelország | 2024     | 9             | 1   |
| Lengyelország | 2025     | 2             | 0   |
| Összesen      | Összesen | 49            | 3   |

#### Góljai a válogatottban
| # | Időpont           | Helyszín                              | Ellenfél        | Gólok | Eredmény | Kiírás               |
| - | ----------------- | ------------------------------------- | --------------- | ----- | -------- | -------------------- |
| 1 | 2019. október 13. | Nemzeti Stadion, Varsó, Lengyelország | Észak-Macedónia | 1–0   | 2–0      | 2020-as EB-selejtező |

## Sikerei, díjai
Jagiellonia Białystok
- Ekstraklasa
  - Ezüstérmes (2): 2016–17, 2017–18